# 232 R
Les 2-232 R 1 à 4 étaient des locomotives à vapeur de type Hudson. Elles furent étudiées pour la Compagnie des chemins de fer du Nord ; la création de la SNCF mit le projet en sommeil et celui-ci ne ressortit qu'en 1940.

## Genèse

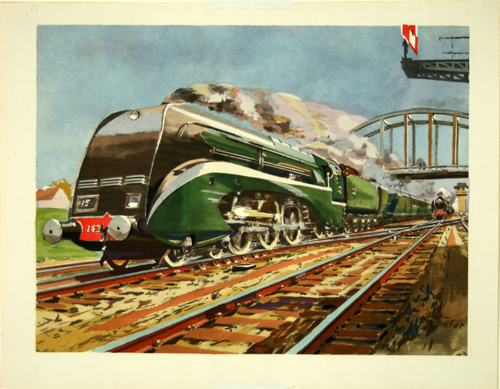
Peinture d'Émile André Schefer.

Ces machines étaient nées du désir d'avoir des machines plus puissantes et moins onéreuses que les Pacific. En 1935, l'OCEM sous la houlette de Marc de Caso étudia donc une machine capable de remorquer un train de 200 à 500 tonnes à des vitesses comprises entre 160 et 200 km/h. Le projet ne put aboutir du fait de la formation de la SNCF et ce fut la division des études des locomotives (DEL) qui se chargea de le finaliser.
La commande fut passée en 1938 à la SACM qui ne put achever que la 2-232 R 1 en mars 1940 en raison des circonstances. Pour les 2-232 R 2 et 3 ce fut l'atelier du dépôt de La Chapelle, qui sera le récipiendaire de toute la série des 232 qui terminera le travail trois mois plus tard. Quant à la 232 R 4 l'Histoire en décidera autrement puisqu'elle deviendra la 232 U 1.

## Description
La chaudière employée fut celle d'une Mountain avec une pression de 20 kg/cm2 et un foyer de type « Belpaire ». Le train de roues était du type des Pacific, moyennant un essieu porteur supplémentaire du fait de l'augmentation du poids, car l'on voulait garder une machine ayant un empattement moins long que celui des 241. Contrairement aux 2-232 S 1 à 4 le moteur employé était à trois cylindres à simple expansion et la distribution se faisait par soupapes à cames rotatives système « Dabeg ».

## Utilisation et service
En novembre 1940, des essais furent effectués sur la ligne Paris-Lille mais du fait des restrictions de l'époque ils ne permirent pas d'avoir toutes les données souhaitées. Si les trois machines furent épargnées par la guerre, elles n'en nécessitaient pas moins des travaux de remise en état pour pouvoir à nouveau rouler. Ce fut chose faite pour la 2-232 R 2 en fin 1946, mais il fallut attendre juillet 1950 pour les 2-232 R 1 et 3. Elles furent affectées au dépôt de La Chapelle avec leurs sœurs 232.
Les 2-232 R 2 et 3 furent arrêtées au premier semestre de 1957 et radiées le 27 mai 1958. Quant à la 2-232 R 1 elle fut réaffectée à la ligne Paris-Aulnoye-Jeumont jusqu'à sa radiation le 30 septembre 1961.

## Tenders
Les tenders accouplés furent des tenders à bogies de construction neuve 2-36 B 1 à 9 construits par C&G Marly lez Valenciennes en 1941. Ils contenaient 36 m3 d'eau et 11,5 t de charbon en lieu et place des 38 m3 d'origine Nord prévus initialement. La réduction de la capacité en eau par rapport aux 38 m3 dont ils sont issus est due au chargeur mécanique (stoker) qui réduit le volume de la soute à eau de 2 m3. Les tenders 36 B furent également accouplés aux locomotives 2-232 S et à la 2-232 U 1.

## Modélisme
Les 232 R ont été reproduites à l'échelle HO par :
- JEP (fabriqué de fin années 40 à 60). Elles étaient accouplées à des tenders fantaisistes.
- Jouef (1995), série spéciale "Club Jouef".
- Railway (transkit à monter sur la base d'une 232.U.1 Jouef)
- Fulgurex (Suisse), modèle en laiton.